# فو تشونغ وين
ولد فو تشونغ وين في (1903وتوفي في 1994) كان فو معلم لأسلوب التاي تشي شوان أسلوب يانغ من الصين. كان فو تلميذاً عند المعلم يانغ تشينغ فو، بعد ذلك تزوج فو من زو كوي تشنغ.

## حياته
ولد فو تشونغ وين في يونغ نيان بمقاطعة خبي. عندما كان طفلاً كان يشاهد الناس يمارسون التاي تشي وكان فو يقلد تحركاتهم قبل بدء بالتدرب مع المعلم يانغ تشنغ فو في سن 9 سنوات. عندما بدأ المعلم يانغ بتدريب فو لاحظ ان مستوى فو يتقدم بسرعة في تعلمه للتاي تشي.

## كتبه
الف فو كتاب واحد عن التاي تشي شوان أسلوب يانغ بأكثر من لغة، بالإنجليزية(Mastering Yang Style Taijiquan).